# Strongylocentrotus droebachiensis
Oursin vert, Oursin commun
Espèce
Répartition géographique
Synonymes
- Toxopneustes droebachiensis (O.F. Müller, 1776)[1]

Strongylocentrotus droebachiensis, communément appelé Oursin vert ou Oursin commun, est une espèce d'oursins de la famille des Strongylocentrotidae.

## Description
C'est un oursin régulier presque hémisphérique de couleur vert pâle à vert foncé, souvent teinté de rouge sur la face orale (inférieure). Les aires ambulacraires forment souvent une étoile rose à cinq branches doubles sur la face aborale (supérieure), et de longs podia pourpres s'en élancent. Il mesure jusqu'à 10 cm de diamètre pour 4 cm de hauteur, avec des piquants (« radioles ») de 1 cm maximum.

## Galerie

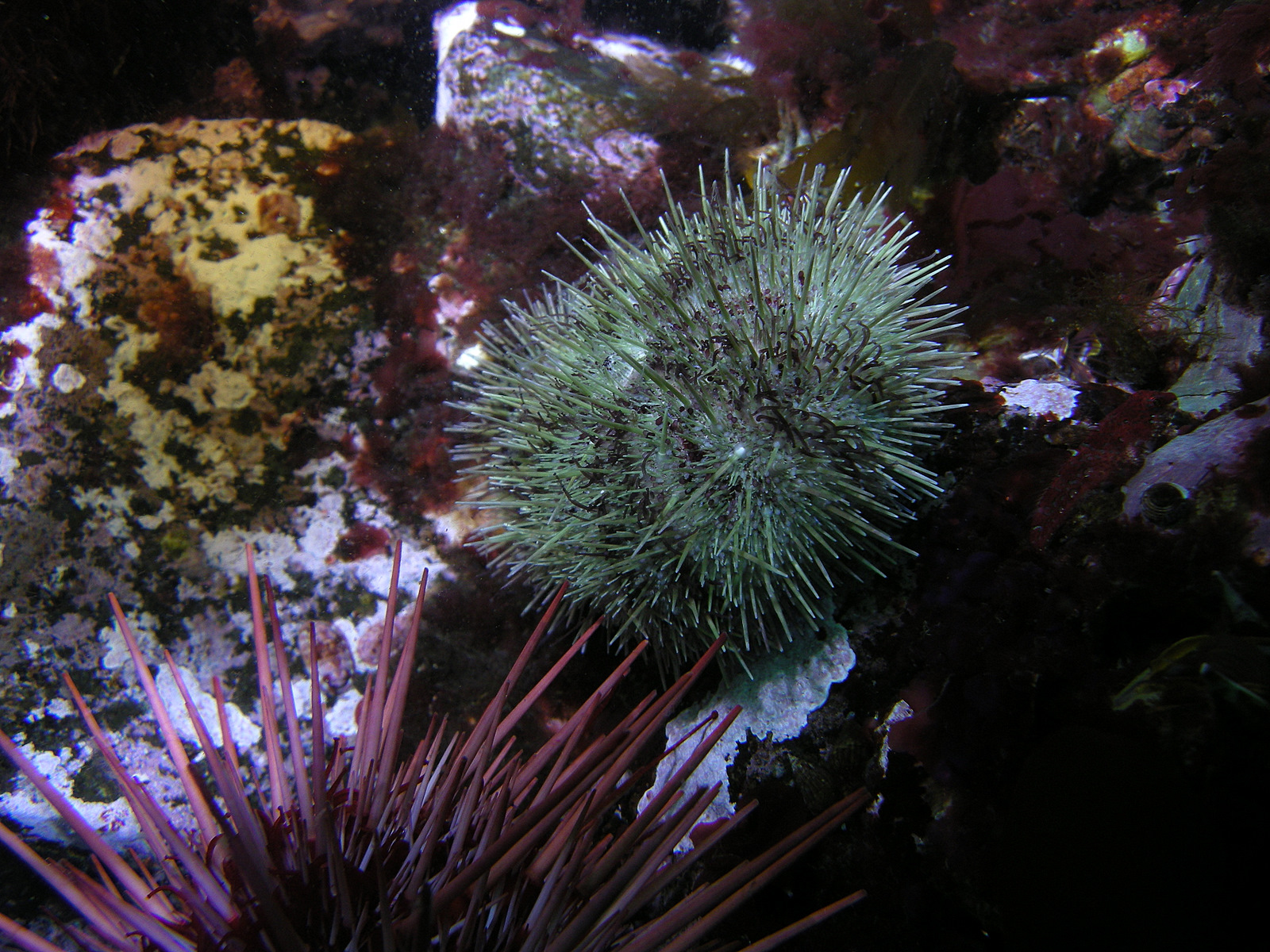
Un oursin vert au Canada (en compagnie d'un oursin rouge géant).
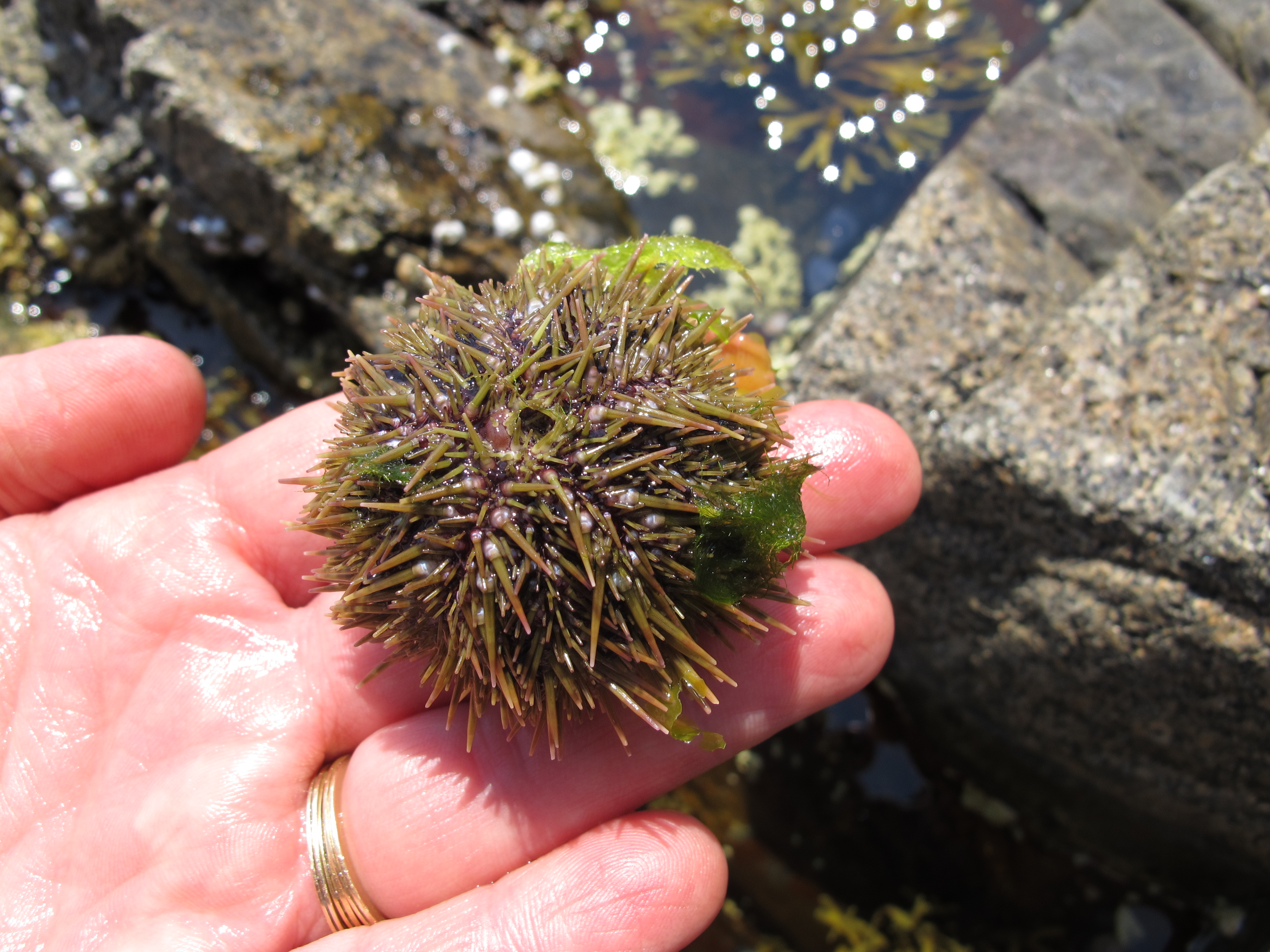
Strongylocentrotus droebachiensis tenu en main.
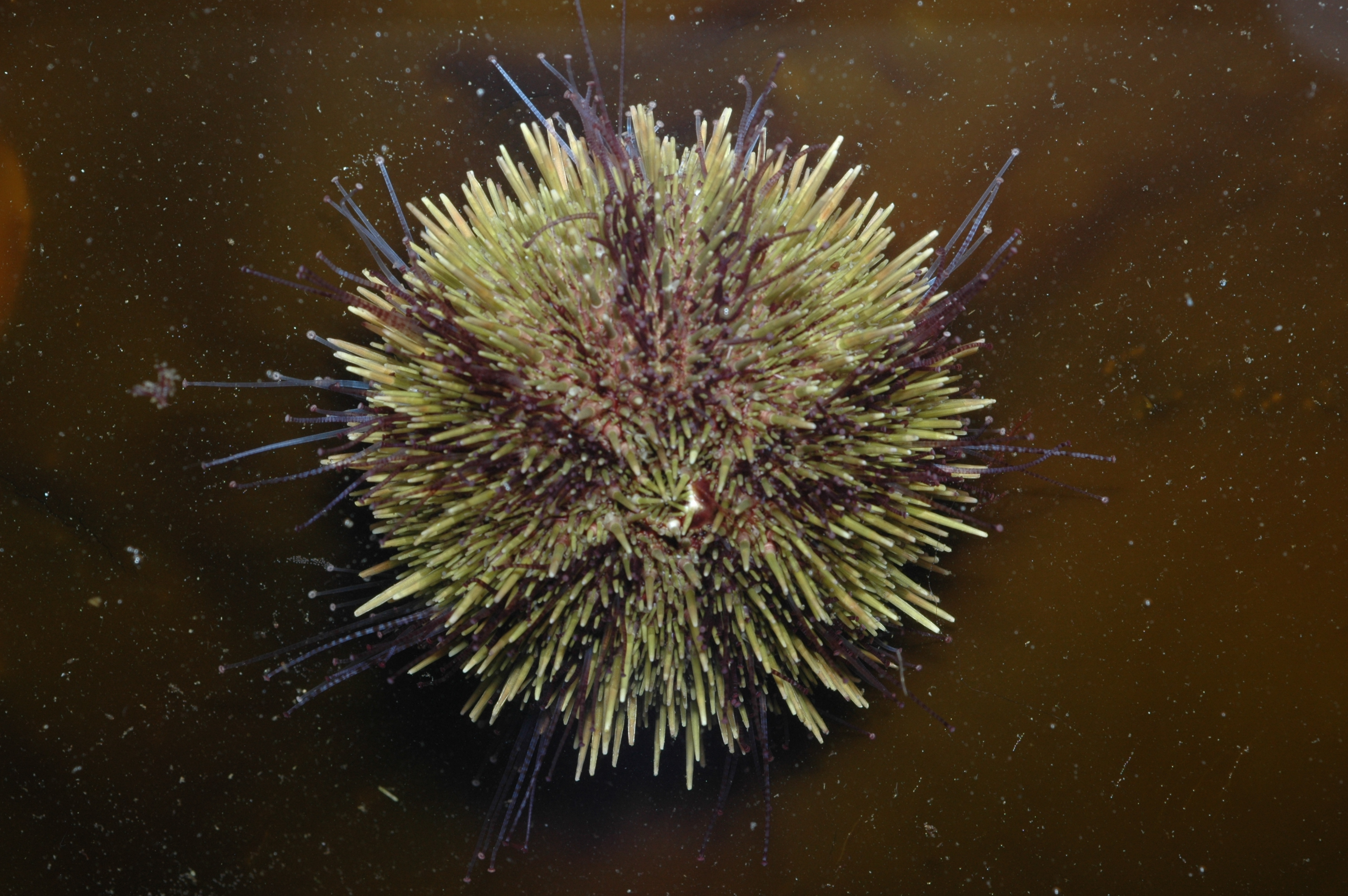
Face aborale d'un oursin vert.
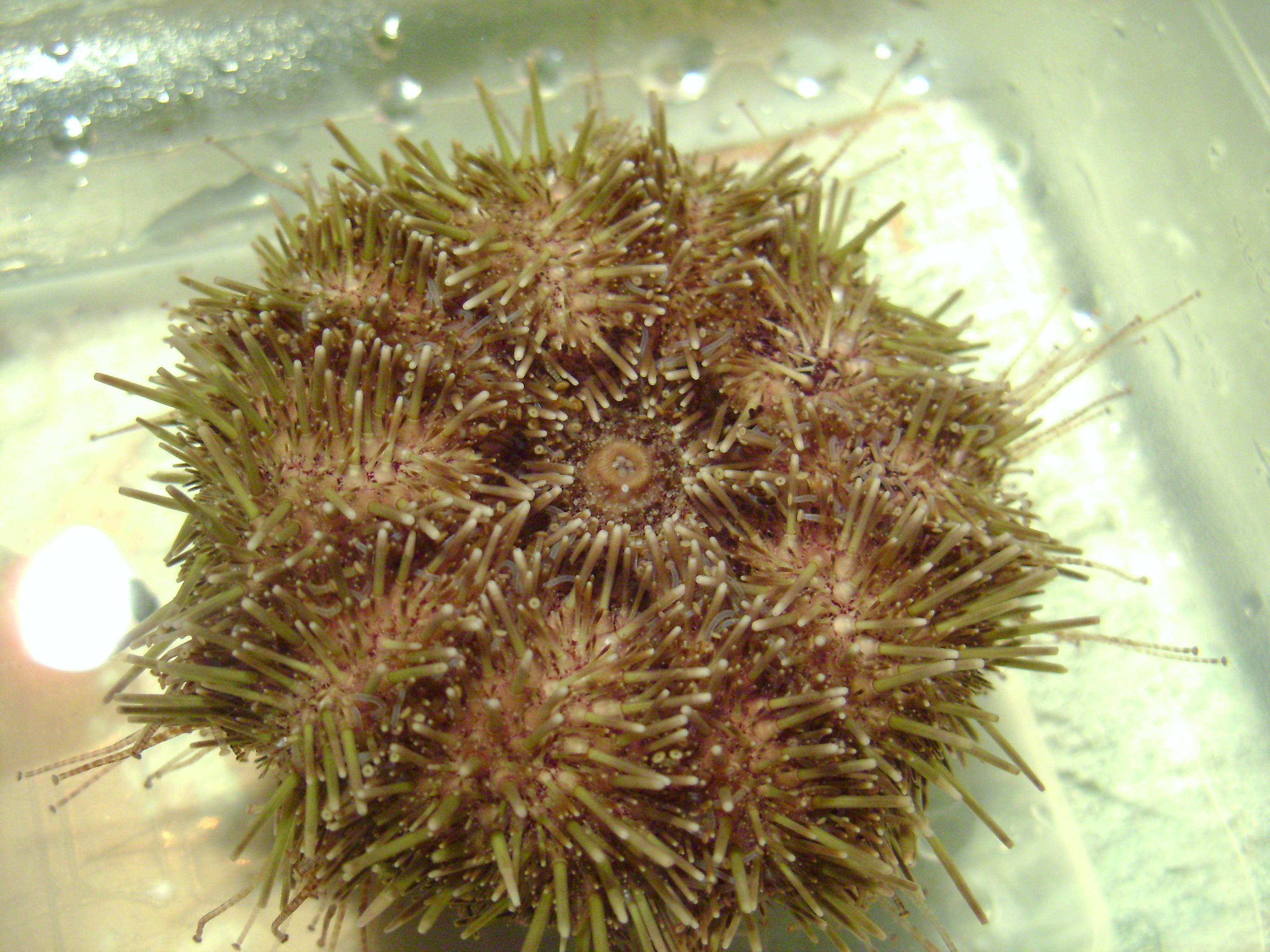
Face orale.
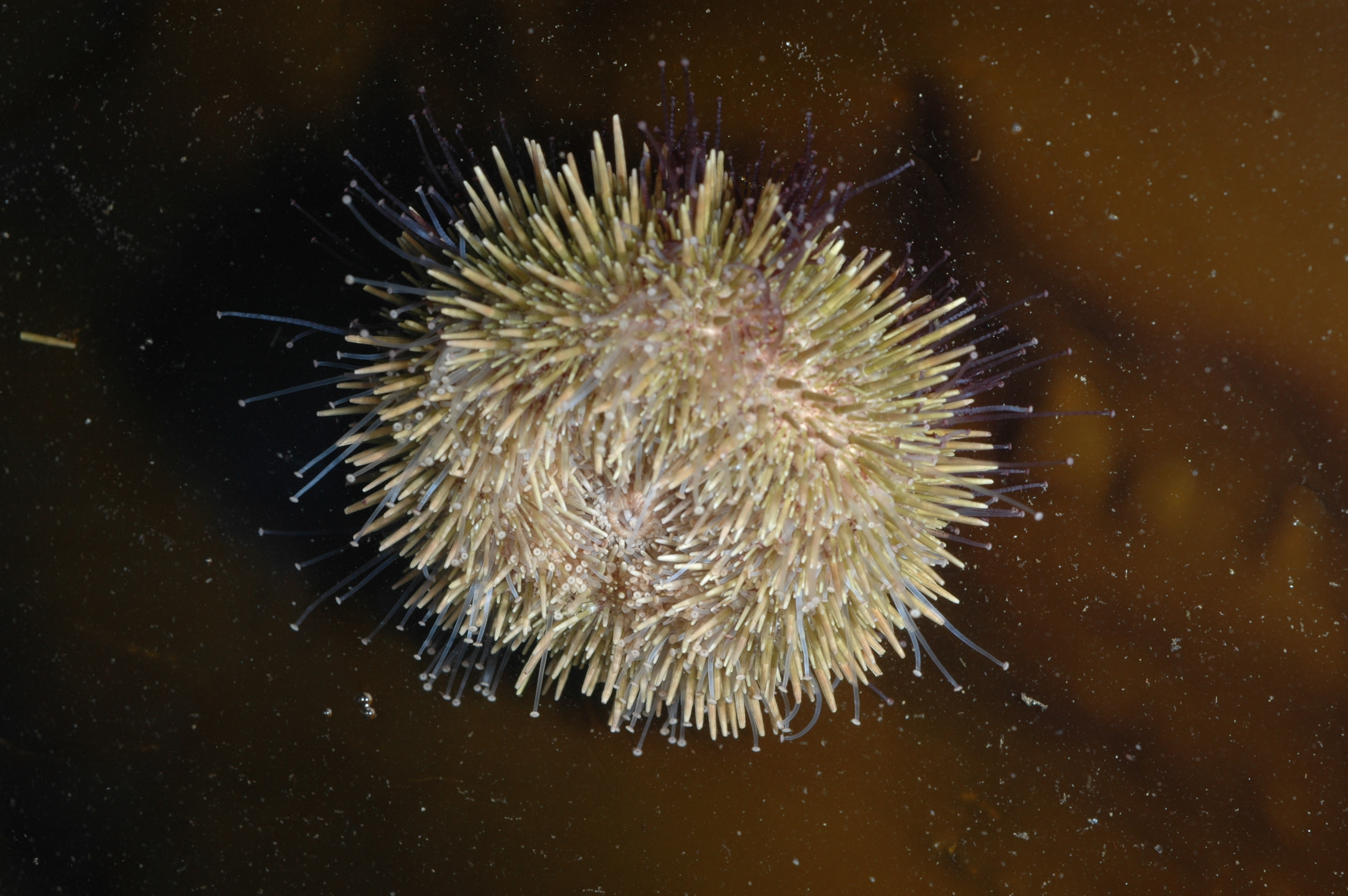
Oursin vert sur le dos se redressant grâce à ses podia.

## Répartition et habitat
Cet oursin habite les océans froids de l'hémisphère nord : nord de l'Atlantique et du Pacifique, Océan Arctique, avec une bonne pénétration dans les fjords et autres golfes, comme le Golfe du Saint-Laurent. En France, il se rencontre à partir de la Bretagne.
Cet oursin se rencontre principalement entre la surface et 10 m de profondeur, sur fonds rocheux et généralement à proximité des herbiers d'algues (laminaires...), où il peut former des agrégations très denses. Il peut cependant se trouver sur d'autres types de fonds (graveleux, sableux) et jusqu'à 300 m de fond.

## Écologie et comportement

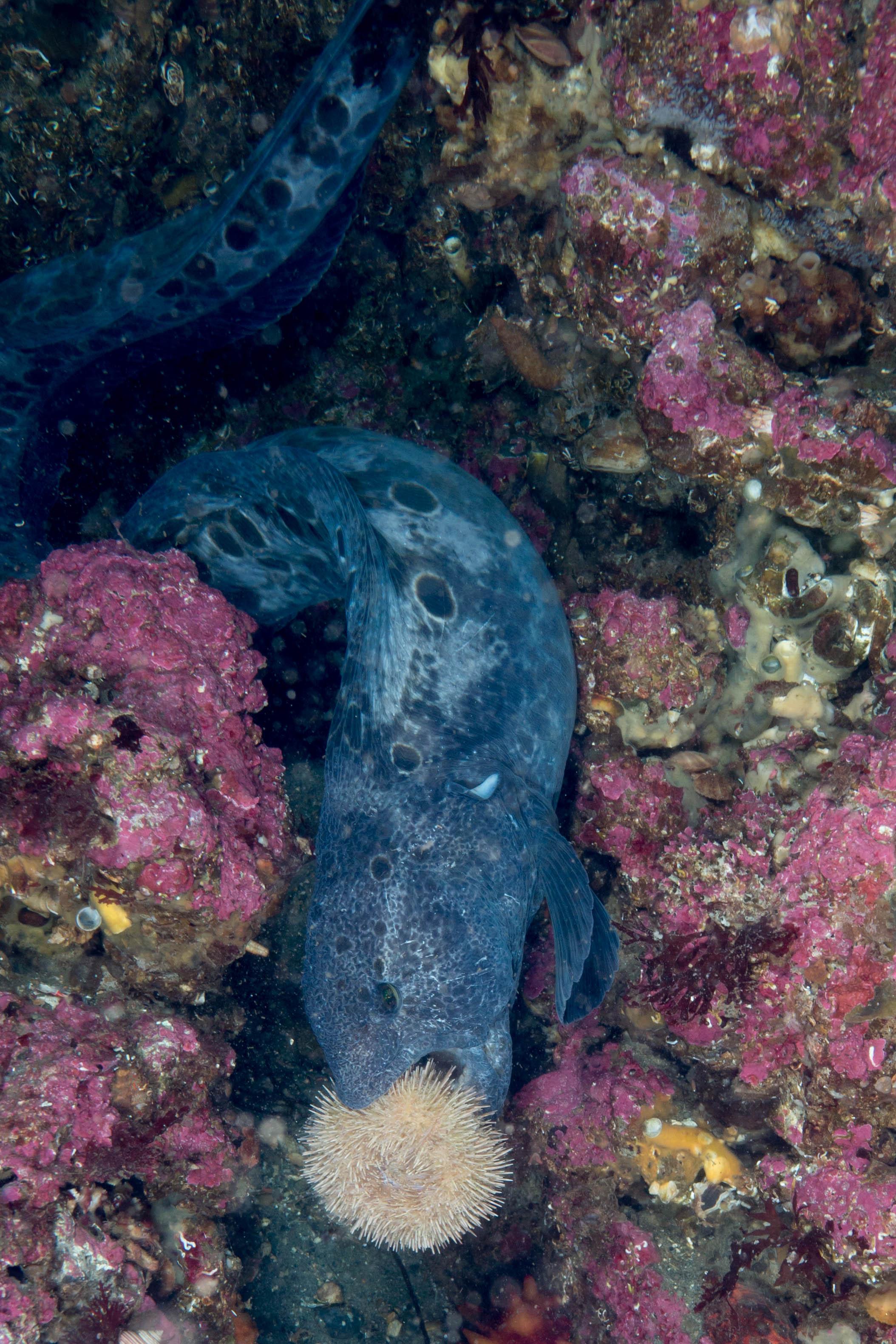
Un poisson-loup à ocelles dévorant un oursin au Canada.

C'est un oursin assez commun et facilement observable, et qui se nourrit principalement d'algues (notamment des laminaires), qu'il racle de la roche au moyen de sa mâchoire pourvue de dents puissantes (appelée « lanterne d'Aristote »). Là où ses prédateurs (comme le homard) sont surpêchés, cet oursin peut être en surpopulation et entraîner un surpâturage des algues, mettant en péril l'équilibre de l'écosystème.
Les déjections d'oursins verts se présentent sous la forme de chapelets de petites perles grisâtres : dans les écosystèmes où ces animaux sont très abondants, ces déjections peuvent jouer un rôle primordial dans les cycles biologiques, à des échelles géographiques parfois beaucoup plus vastes que l'aire de répartition des oursins eux-mêmes.
Cet oursin compte parmi ses prédateurs les grands arthropodes comme le homard (Hommarus americanus), le crabe commun (Cancer irroratus), les astérides (Leptasterias polaris, Solaster endeca, Crossaster papposus). Il est aussi consommé plus occasionnellement par les poissons-loups (espèces du genre Anarhichas), l’anémone rouge du nord (Urticina felina) et certains oiseaux marins.
Ces oursins font partie des oursins dits « collecteurs » : ils ont pour habitude de se camoufler en portant des objets (coquilles, algues, roches, débris...) au-dessus d'eux au moyen de leurs podia et pédicellaires. L'utilité de ce comportement est encore relativement obscure : selon une étude de 2007, le stimulus principal pour ce comportement serait l'intensité des vagues, donc peut-être une manière de se protéger des éventuels chocs. La même étude montre que cette habitude décroît avec la taille de l'animal.

## L'oursin vert et l'homme
Comme tous les oursins vivant à proximité de la surface, l'oursin vert est souvent responsables de vives douleurs quand un baigneur marche dessus par inadvertance : ses épines ont tendance à se casser dans la plaie, ce qui les rend presque impossibles à enlever entièrement. Heureusement, il n'est pas venimeux, et ne présente pas de grand danger si la plaie est correctement désinfectée : le corps dissoudra les morceaux de calcite en quelques semaines.
L'oursin vert est comestible, et consommé notamment au Canada et au Japon. Sa pêche est réglementée, et il peut également être élevé en cages.

## Systématique
La taxinomie des Strongylocentrotidae n'est pas encore très bien établie : des études génétiques récentes suggèrent que les espèces Allocentrotus fragilis, Hemicentrotus pulcherrimus, Strongylocentrotus intermedius, Strongylocentrotus purpuratus, Strongylocentrotus pallidus et Strongylocentrotus droebachiensis feraient toutes partie d'un même clade monophylétique, redistribuant ainsi les cartes de ces espèces dans de nouveaux genres.